# تشن زهنغ
تشن زهنغ هو سياسي صيني، ولد في 616، وتوفي في 677.